# Eaux troubles (film, 1929)
Pour les articles homonymes, voir Eaux troubles.
Pour plus de détails, voir Fiche technique et Distribution.
Eaux troubles (Black Waters) est un film américain réalisé par Marshall Neilan, et sorti en 1929.

## Fiche technique
- Titre original :Black Waters
- Réalisation : Marshall Neilan
- Scénario : John Willard
- Producteurs :	Byron Haskin, Herbert Wilcox
- Directeur de la photographie : David Kesson
- Montage : Rose Smith
- Société de Production : Herbert Wilcox Productions
- Pays de production :  États-Unis
- Langue : Anglais
- Couleur : Noir et Blanc
- Format : 1.33 : 1
- Son : Mono (Western Electric Recording)
- Genre : thriller
- Durée : 90 minutes
- Dates de sortie : 
  - États-Unis : 6 avril 1929
  - France : 31 janvier 1930

## Distribution
- James Kirkwood Sr. : Rev. Eph Kelly / Tiger Larabee
- Mary Brian : Eunice
- John Loder : Charles
- Robert Ames : Darcy
- Frank Reicher : Randall
- Hallam Cooley : Chester
- Lloyd Hamilton : Temple
- Noble Johnson : Jeelo
- Ben Hendricks Sr. : Olaf